# فرماندهی آفریقای ایالات متحده آمریکا
فرماندهی آفریقای ایالات متحده آمریکا (انگلیسی: United States Africa Command) یا به‌اختصار آفریکام یکی از یازده فرماندهی یکپارچه رزمی وزارت دفاع ایالات متحده آمریکا است که در آلمان مستقر می‌باشد و مسئولیت عملیات نظامی ایالات متحده از جمله مبارزه با منازعات منطقه‌ای و حفظ روابط نظامی با ۵۳ کشور آفریقایی به جز مصر، که مسئولیت آن را سنتکام، پوشش می‌دهد، برعهده دارد.